# Cosmesthes flavosparsa
Cosmesthes flavosparsa är en skalbaggsart som beskrevs av Moser 1912. Cosmesthes flavosparsa ingår i släktet Cosmesthes och familjen Cetoniidae. Inga underarter finns listade i Catalogue of Life.